# Bruno Gleitze
Bruno Gleitze (* 4. August 1903 in Berlin; † 17. November 1980 ebenda) war ein deutscher Wirtschaftswissenschaftler, Hochschullehrer und Politiker der SPD. Der Gleitze-Plan ist ein nach ihm benanntes Konzept für die Beteiligung der Arbeitnehmer am Produktionsvermögen.

## Leben
Bruno Gleitze war der Sohn eines Berliner Tischlers. Nach dem Besuch der Volksschule absolvierte er von 1917 bis 1919 eine Lehre in der Kommunalverwaltung. 1923 organisierte er in enger Kooperation mit Kurt Löwenstein, dem damaligen Stadtrat für Volksbildungswesen in Berlin-Neukölln, und Fritz Karsen den ersten Arbeiter-Abiturientenkurs an der späteren Karl-Marx-Schule (Berlin-Neukölln), den er selber mit dem Abitur abschloss.
Er trat 1919 in die SPD ein und wurde im gleichen Jahr zum Vorsitzenden der Berliner Arbeiterjugend gewählt. Mit der Zwangsvereinigung wurde er Mitglied der SED, wurde aber nach seiner Flucht nach West-Berlin wieder SPD-Mitglied.
Von der Friedrich-Ebert-Stiftung erhielt als einer der ersten Studierenden ein Stipendium für sein Studium der Wirtschafts- und Staatswissenschaften in Berlin. Sein Examen als Diplom-Volkswirt absolvierte er 1930. Als Student übernahm er eine führende Rolle in der Sozialistischen Studentenschaft. So wurde er 1932 zum Vorsitzenden der Sozialistischen Studenteninternationale gewählt. Nach der Machtübernahme der NSDAP wurde er kurzzeitig in Plötzensee inhaftiert. Er blieb danach lange ohne Anstellung und lebte mit seiner neu gegründeten Familie von der Arbeitslosenfürsorgeunterstützung (Alfu). Erst Ende 1935 wurde er Betriebsstatistiker bei der AEG in Berlin; er war dort als Angestellter tätig, als er 1941 promoviert wurde.

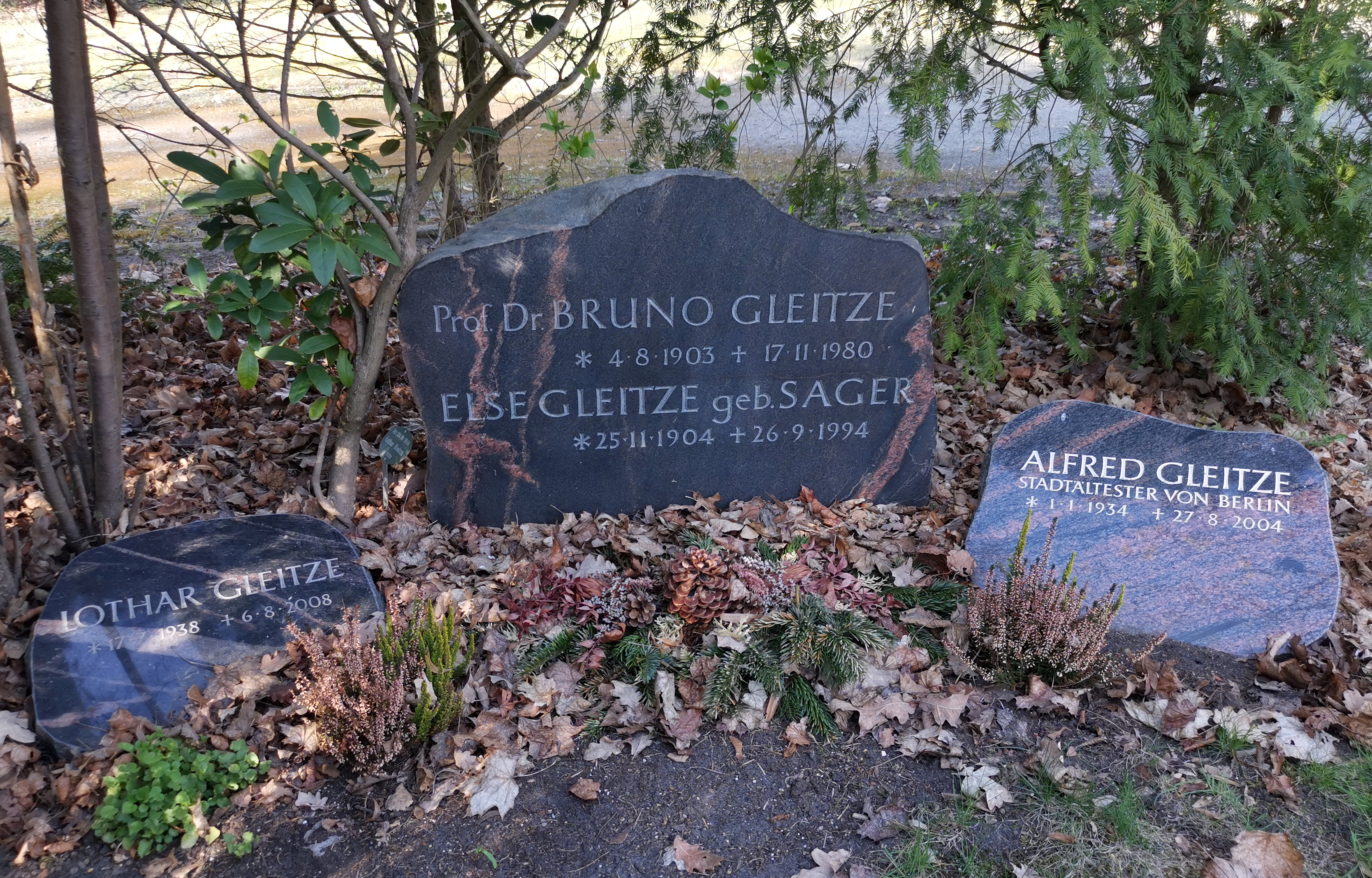
Familiengrab auf dem Parkfriedhof Neukölln

Nach dem Zweiten Weltkrieg war er von 1946 bis 1948 Hochschullehrer an der Humboldt-Universität, darunter als Gründungsdekan der neuen Wirtschaftswissenschaftlichen
Fakultät, und leitete die für die sowjetische Besatzungszone zuständige Deutsche Zentralverwaltung für Statistik. Er flüchtete 1948 nach West-Berlin und arbeitete ab 1949 am
Deutschen Institut für Wirtschaftsforschung in Berlin-Dahlem. Von 1956 bis 1968 leitete er das Wirtschaftswissenschaftliche Institut des Deutschen
Gewerkschaftsbundes, dessen Geschäftsführung er seit 1954 angehörte. Daneben war er Mitglied des Forschungsbeirates für Fragen der
Wiedervereinigung Deutschlands. Zusätzlich war er von 1966 bis 1967 kurzfristig Minister für Wirtschaft,
Mittelstand und Verkehr von Nordrhein-Westfalen. Gleitze beschäftigte sich intensiv mit Fragen überbetrieblicher Vermögensbildung. 1957 entwarf er sein Modell, den sogenannten Gleitze-Plan, bei dem Arbeitnehmer durch gesetzliche Regelungen an der Kapitalbildung der Unternehmen beteiligt werden sollten. Alle Großunternehmen sollten laut Gleitze mindestens zehn Prozent ihrer Bruttogewinne an einen überbetrieblichen sogenannten Sozialkapitalfonds abtreten.
Bruno Gleitze wurde auf dem Parkfriedhof Neukölln in Berlin-Britz bestattet (Urnenhain, Abt. 104, Nr. 304).

## Ehrungen
- 1967: Großes Verdienstkreuz des Verdienstordens der Bundesrepublik Deutschland

## Veröffentlichungen (Auswahl)
- Statistisches Lexikon. Mohr, Tübingen 1935.
- Die Konjunkturkriminalität. Eine statistische Untersuchung über die konjunkturellen und demographischen Einflüsse auf die Kriminalitätsentwicklung. Kohlhammer, Stuttgart 1941 (= Dissertation Universität Berlin) (2. Aufl. Bund-Verlag, Köln 1966).
- Ostdeutsche Wirtschaft. Industrielle Standorte und volkswirtschaftliche Kapazitäten des ungeteilte Deutschland. Duncker & Humblot, Berlin 1956.
- (Hrsg.): Wirtschafts- und sozialstatistisches Handbuch. Bund-Verlag, Köln 1960.
- Die Industrie der Sowjetzone unter dem gescheiterten Siebenjahrplan (= Wirtschaft und Gesellschaft in Mitteldeutschland, Bd. 2). Duncker & Humblot, Berlin 1964.
- Sozialkapital und Sozialfonds als Mittel der Vermögenspolitik (= WWI-Studie zur Wirtschaftsforschung, Bd. 1). Bund-Verlag, Köln 1968.